# Claudia Blum
Claudia Blum Capurro de Barberi, née le 9 août 1948 à Cali, est une femme politique et psychologue colombienne. Elle a notamment été sénatrice et présidente du Sénat avant d'être ministre des Affaires étrangères de 2019 à 2021, durant le mandat d'Iván Duque.

## Carrière politique
Le 12 novembre 2019, Iván Duque nomme Claudia Blum en tant que ministre des Affaires étrangères, son prédécesseur, Carlos Holmes Trujillo étant amené à gérer le ministère de la Défense. Elle prend officiellement ses nouvelles fonctions le 27 novembre lors d'une cérémonie au palais Nariño.
Face aux manifestations de 2021 contre le gouvernement colombien, elle présente auprès de la communauté internationale cette mobilisation comme le résultat d’une conspiration internationale dont la Colombie serait la cible, mettant en cause Nicolás Maduro, président du Venezuela, et des « organisations narcoterroristes. » Elle présente sa démission le 12 mai suivant.